# اوتاویو آلسی
اوتاویو آلسی (ایتالیایی: Ottavio Alessi؛ ۱ ژانویهٔ ۱۹۱۹ – ۲۸ آوریل ۱۹۷۸) یک کارگردان فیلم، فیلم‌نامه‌نویس و بازیگر اهل ایتالیا بود.
از فیلم‌هایی که وی در آن‌ها نقش داشته‌است، می‌توان به امانوئل در آمریکا، مغول‌ها، به‌راستی چه بر سر بیبی توتو آمد؟، اغواگران، زنی تنها و امانوئل در بانکوک اشاره نمود.